# Браун, Роберт Дэвид
Роберт Дэвид Браун — американский аэрокосмический инженер и ученый. Он занимал пост декана Колледжа инженерных и прикладных наук Университета Колорадо в Боулдере, профессора космических технологий Дэвида и Эндрю Льюиса в Технологическом институте Джорджии и был главным технологом НАСА. В настоящее время он работает в Лаборатории реактивного движения.

## Образование
Браун получил степень бакалавра по аэрокосмической инженерии в Университете штата Пенсильвания, степень магистра астронавтики в Университете Джорджа Вашингтона и степень доктора философии в области аэронавтики и астронавтики в Стэнфордском университете. В 1987—2003 годах он работал над различными передовыми концепциями исследования планет в Исследовательском центре НАСА в Лэнгли. Также он работал в миссии Mars Pathfinder в 1992—1997 годах.

## Карьера
Он поступил на технический факультет Университета Джорджии в 2003 году и был директором-основателем Университетского центра исследований космических технологий. В начале 2010 года администратор НАСА Чарльз Ф. Болден-младший назначил Брауна главным технологом Агентства. В этом качестве он основал и укомплектовал Офис главного технолога НАСА, сформулировал программу развития космических технологий НАСА и выступил за бюджет, необходимый для продвижения передовых технологий, применимых к будущим миссиям НАСА. Браун занимал эту должность в течение 20 месяцев, прежде чем объявить о своей отставке и вернуться в Университет Джорджии.
В 2012 году Браун и генеральный директор SpaceWorks Джон Олдс основали компанию Terminal Velocity Aerospace по проектированию и производству оборудования. Основным направлением работ Terminal Velocity Aerospace стало создание устройств для возвращения на орбиту и разработка технологий систем входа. Браун продал свою долю в бизнесе в 2015 году; теперь это дочерняя компания SpaceWorks.
Браун занимал должность выдающегося ученого Мура в Калифорнийском технологическом институте в 2015 году.
В 2016 году Браун был назначен деканом Инженерного и прикладного колледжа Университета Колорадо в Боулдере и приступил к работе с 3 января 2017 года. Он ушел с этой должности в январе 2020 года, чтобы начать перейти в Лабораторию реактивного движения

## Награды и отличия
- Премия Американского института аэронавтики и астронавтики имени Лоуренса Сперри, 1999[8]
- Трофей Национального музея авиации и космонавтики, 1998 год, врученный команде Mars Pathfinder[9]
- Медаль НАСА за исключительные достижения, 1996[10] и 1998 годы.
- Награда за групповые достижения НАСА (9 раз)[11]
- Научный сотрудник Американского института аэронавтики и астронавтики, 2007
- Медаль НАСА за выдающиеся заслуги, 2011
- Лекция АИА фон Кармана по астронавтике, 2011
- Мемориальная премия Элвина Сейффа, 2012
- Премия Американского астронавтического общества в области космических технологий в 2014 году[12]
- Избран в Национальную инженерную академию в 2014 году

## Избранные публикации
- Браун, Р.Д.; и Мэннинг, Р.М.; «Проблемы входа, спуска и посадки на Марс», Журнал космических аппаратов и ракет, Том 44, № 2, стр. 310—323, март-апрель 2007 года.
- Дубос, Г.Ф.; Салех, Дж. Х.; и Браун. Р.Д.: «Уровень технологической готовности, риск расписания и ошибки в проектировании космических аппаратов». Журнал космических аппаратов и ракет, Том 45, № 4, стр. 836—842, июль-август 2008 г.
- Кларк, И.М.; Хатчингс, А.Л.; Таннер, К.Л.; и Браун, Р.Д.: «Сверхзвуковые надувные аэродинамические замедлители для использования в будущих роботизированных миссиях на Марс». Журнал космических аппаратов и ракет, Том 46, № 2, стр. 340—352, март-апрель 2009 г.
- Корзун, А.М.; Браун, Р.Д.; и Круз, Дж. Р.; «Обзор технологии сверхзвуковой обратной тяги для входа, спуска и посадки на Марс», Журнал космических аппаратов и ракет, Том 46, № 5, стр. 929—937, сентябрь-октябрь 2009 года.
- Тейзингер, Дж. Э.; и Браун, Р.Д.; «Оптимизация формы многоцелевой гиперзвуковой входной оболочки», Журнал космических аппаратов и ракет, Том 46, № 5, стр. 957—966, сентябрь-октябрь 2009 года.
- Грант, М.Дж.; Стейнфельдт, Б.А.; Матц, Д.М.н.; Браун, Р.Д.; и Бартон, Г.Х.; «Интеллектуальное отклонение — Новая архитектура входа, спуска и посадки». Журнал космических аппаратов и ракет, Том 47, № 3, стр. 385—393, май-июнь 2010 г.
- Патнэм, З.Р.; и Браун, Р.Д.; «Точная посадка на Марс с использованием модуляции сопротивления дискретных событий», Журнал космических аппаратов и ракет, Том 51, № 1, стр. 128—138, январь-февраль 2014 г.